# Tyršovy sady (Třebíč)
Tyršovy sady jsou městský park v Třebíči na Horce, v prostoru zvolna do centra města se svažujícího kopce. Základy parku spadají do roku 1903, dnešní podoby nabyl na základě mírně upraveného projektu architekta Josefa Kumpána. Pojmenován je po Miroslavu Tyršovi. Na jihu částečně sousedí se stadionem Sokola, na východě dlouhá léta sousedil se starou sokolovnou.

## Charakteristika

Tyršovy sady a jejich okolí

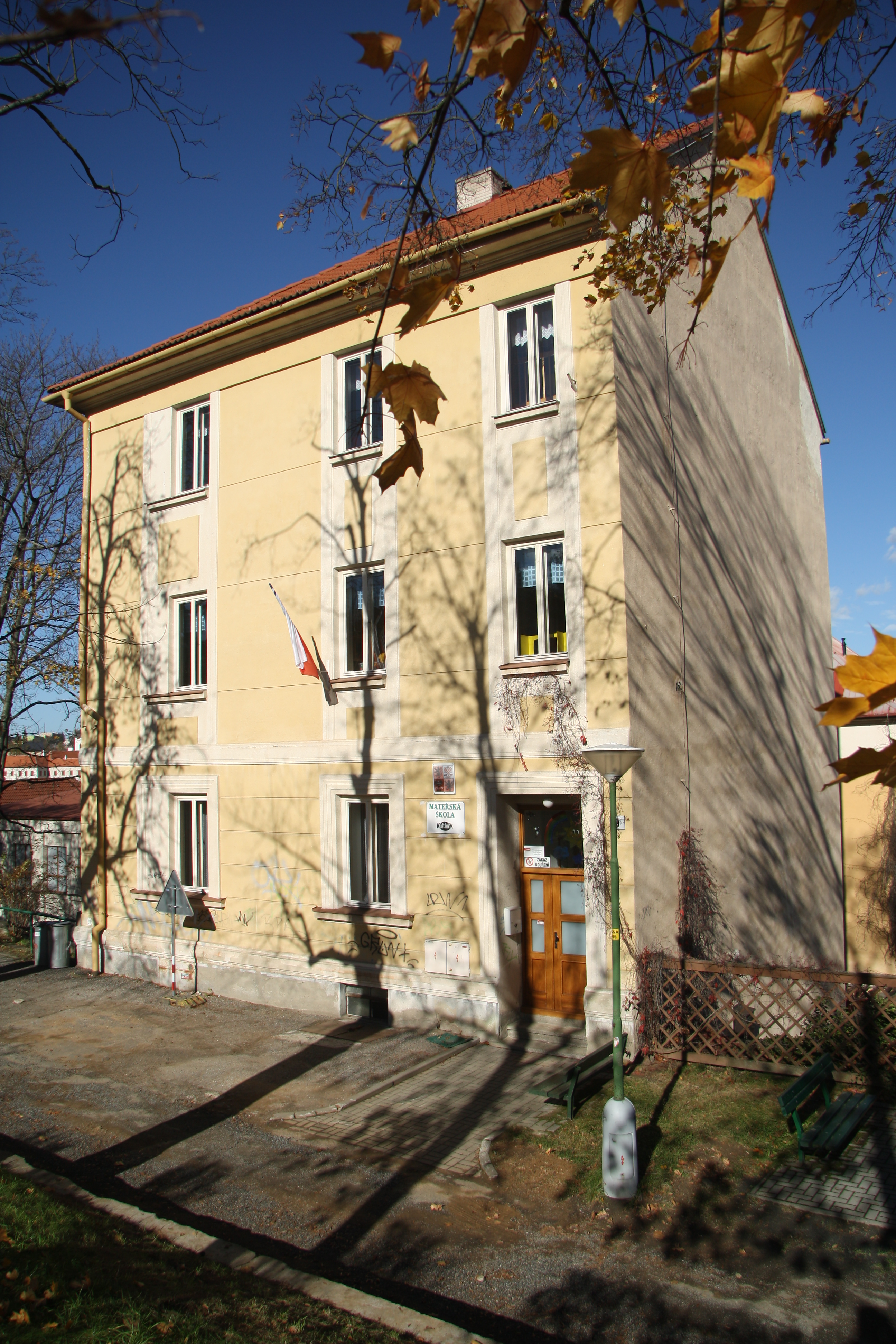
MŠ Kaštánek

Park zaujímá plochu asi 2 ha, na délku měří asi 400 m, šířka kolísá mezi 20 a 60 m. Na severu park sousedí převážně s objekty občanské vybavenosti, jako je bývalé kino Moravia (otevřeno roku 1919, uzavřeno roku 2006), Mateřská škola Kaštánek, Základní škola T. G. Masaryka, na východě se přibližuje kongresovému centru Pasáž, na jihu přiléhá ke starému hřbitovu, dílem sousedí se zástavbou rodinných domů a pak přechází do sousedství sokolského stadionu. Na západě park plynule přechází do lesoparku Libušina údolí.
Tyršovy sady se rozkládají v místě historického tržiště ve východní části, Knejzlíkova žlebu – údolíčka oddělujícího staré tržiště od někdejšího Wolfova pole, dnes západní části Tyršových sadů. V Knejzlíkově žlebu byl počátkem 20. století zbudován vodojem vodovodu pro třebíčský pivovar. V současnosti je zasypán a prochází jím silnice Kofránkovy ulice. Wolfovo pole bývalo posledním výběžkem vrchu Strážné hory. Bývalo to pole, ovšem jen s malým užitkem. Zbudování Tyršových sadů si vyžádalo rozsáhlé násypy, aby se vyrovnala velká svažitost 417 m n. m. až 432 m n. m.

### Kino
Budova kina byla v nynějších Tyršových sadech postavena v roce 1919, stavitelem byl Josef Herzán a architektem Alfons Hubený a kino bylo pojmenováno Bio Moravia, kino následně bylo několikrát přejmenováno a v roce 2006 bylo zrušeno, následně od roku 2017 je přebudováváno na komunitní centrum.

## Historie
Počátky Tyršových sadů spadají k roku 1903, kdy bylo péčí třebíčského okrašlovacího spolku na tržišti severně od starého hřbitova vysázeno stromořadí. Stalo se tak ku příležitosti konání Krajinské hospodářské a průmyslové výstavy a v době, kdy byla rozšiřována blízká sokolovna. Nová, větší sokolovna měla být postavena v místě dnešního kostela svatých Václava a Ludmily. Obec města Třebíče tehdy roku 1921 prodala Sokolu dotčený stavební blok s tou podmínkou, že Sokol musí v uvedeném místě postavit do tří let novou sokolovnu a starou sokolovnu uvolnit pro potřeby městského muzea. Ze záměru sešlo a stavební aktivity Sokola se přesunuly více na západ do míst, která město Sokolu prodalo roku 1926 k výstavbě nové sokolovny a cvičiště.
Z hlediska času zároveň s projektem sokolského stadionu se započalo s projektem Tyršových sadů. Projekt Tyršových sadů vzešel z dílny pražského architekta Josefa Kumpána, realizován byl v podobě, jak projekt pozměnil Milan Kubeš, městský stavební radní a přednosta městského technického oddělení. Odchylky pak byly předmětem jeho sporu s tvůrcem projektu Kumpánem. Sady byly do podoby blízké dnešní přivedeny roku 1932, současně s dokončením sokolského stadionu. Tyršovy sady byly zřízeny jako předložený, reprezentativní vstup k projektované nové sokolovně. Prostor, v němž od roku 2008 stojí socha plukovníka Švece tak měl být „stanovištěm a otáčištěm povozů před budoucí sokolovnou“, z něhož mělo vést schodiště na terasy sokolovny a k nástupišti a dětskému hřišti v prostoru nad Tyršovou pamětní stěnou.
Vedle nerealizované nové sokolovny, u níž již ve 30. letech 20. století sokolové plánovali zbudovat pomník se sousoším „bratří Švece a Máchala, velikého učně a ještě většího mistra“, lze zmínit ještě předchozí záměr zbudovat v místě dnešního sokolského stadionu městský sirotčinec (1914) nebo budovu okresního soudu (1922). Na západě tržiště, u Knejzlíkova žlebu měl vyrůst kostel (sbor) Československé církve (1925). Poblíž byla ve zvláštním trojúhelníkovém záhonu vysazena lípa s žulovým neopracovaným kamenem s nápisem „Lípa Svobody 1918“.
V červnu roku 1960 byl v Tyršových sadech postaven pomník připomínající lidickou tragédii. V blízkém okolí Tyršových sadů je datován rokem 1940 kostel svatého Václava a svaté Ludmily, rokem 1972 Mateřská škola „Kaštánek“ a rokem 1977 sportovní areál Leopolda Pokorného.
V roce 2018 byly obnoveny Tyršovy sady, byly vykáceny a nově osazeny některé porosty. V roce 2022 byla v parku odhalena 190 cm vysoká bronzová socha T. G. Masaryka, její autorkou je Tea Smetanová. Odhalena byla na výročí 100 let od otevření blízké školy T. G. Masaryka.

## Galerie

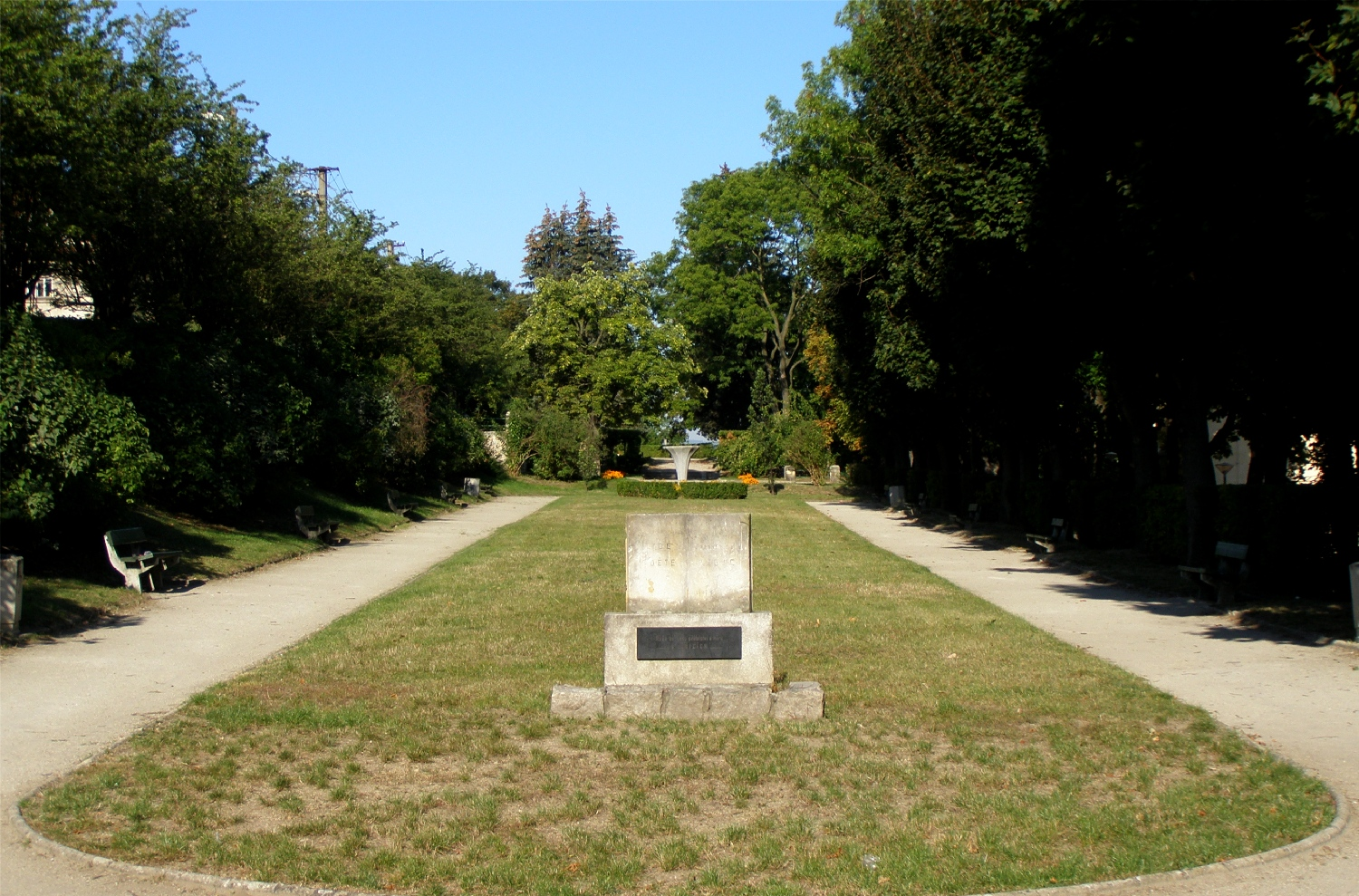
Stromořadí ve východní části – bývalé tržiště, v popředí pomník druhé světové války a Lidicím
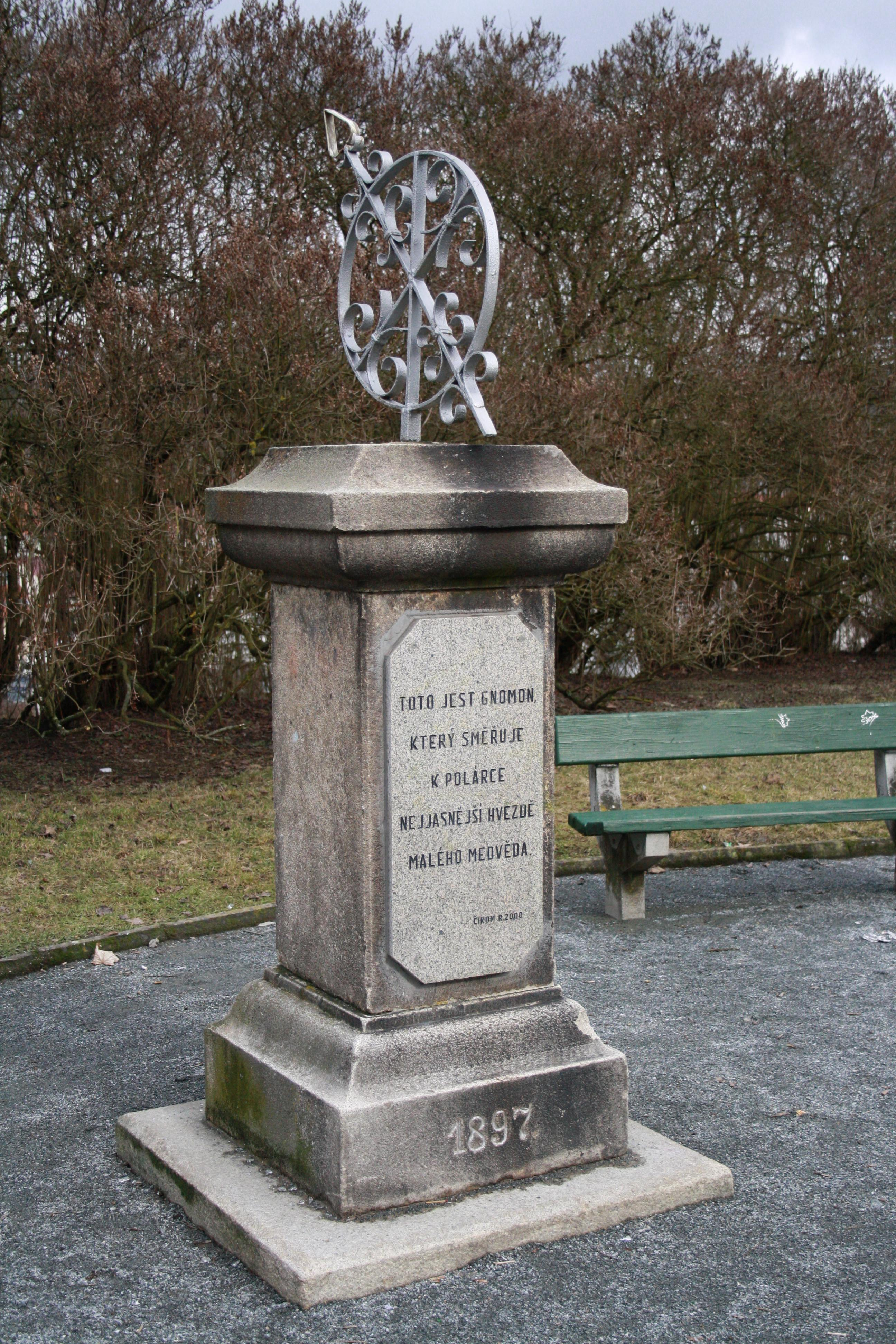
Gnómon v Tyršových sadech z roku 1897
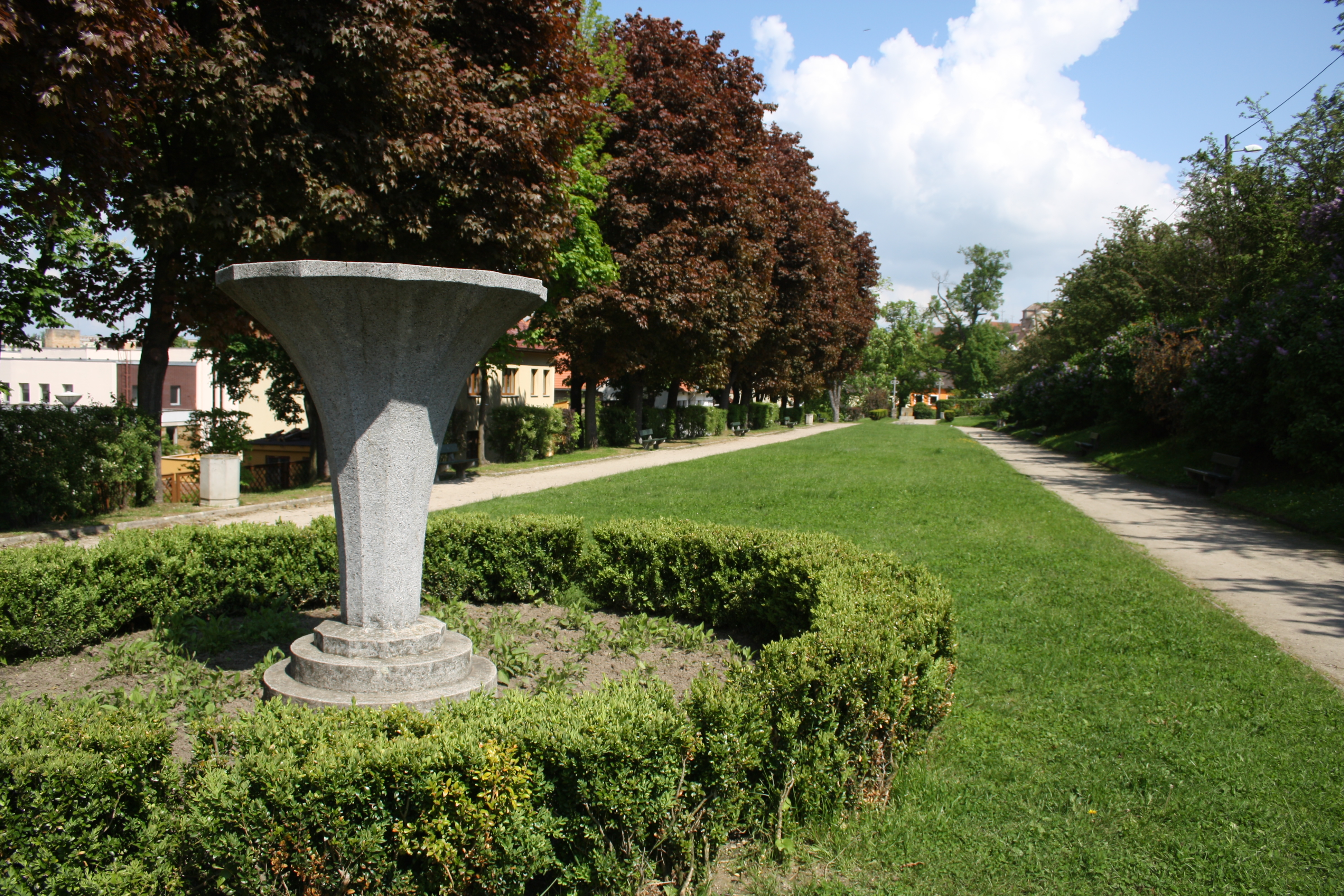
Plastika vázy, kterou roku 2022 nahradila socha T. G. Masaryka
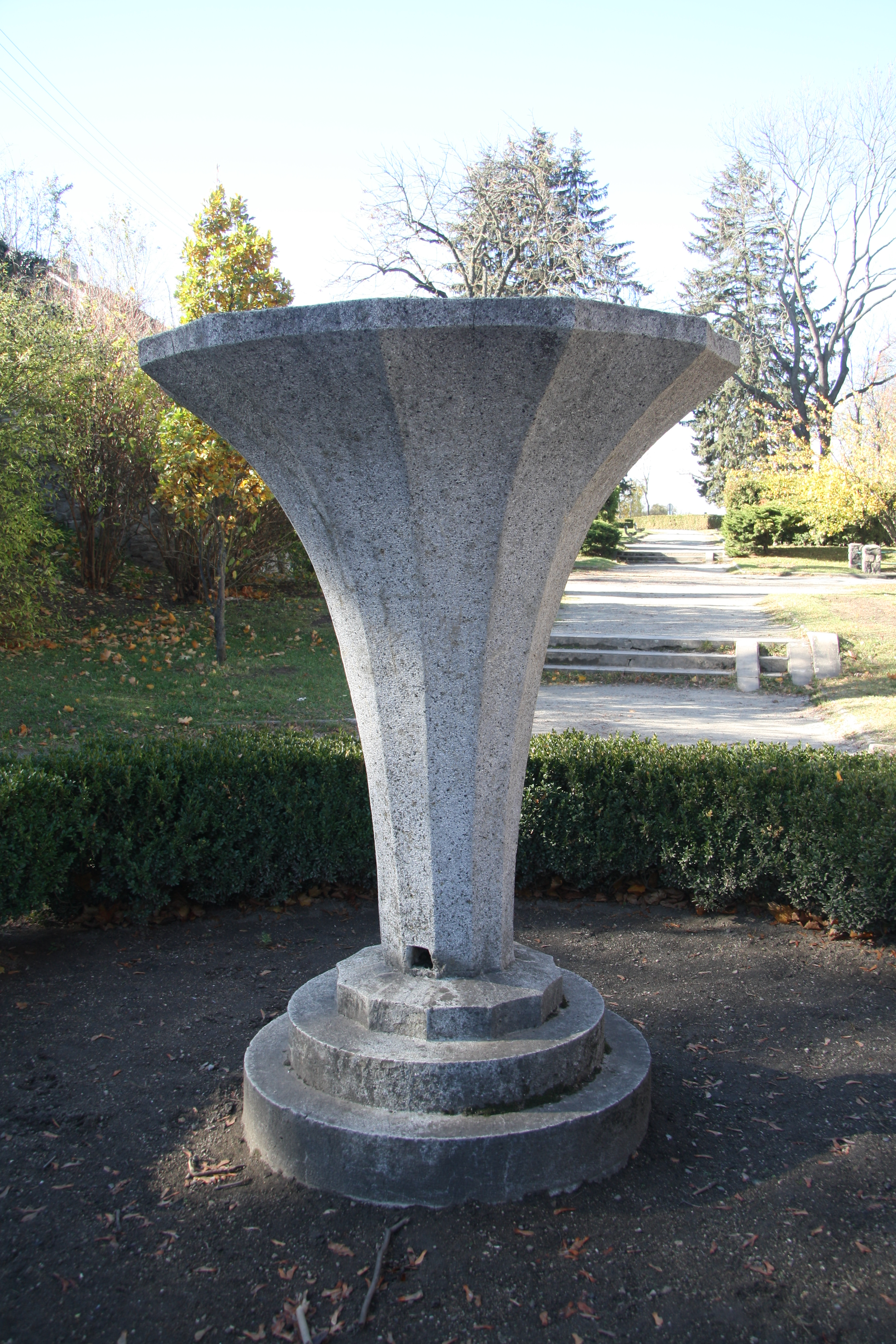
Plastika vázy zblízka
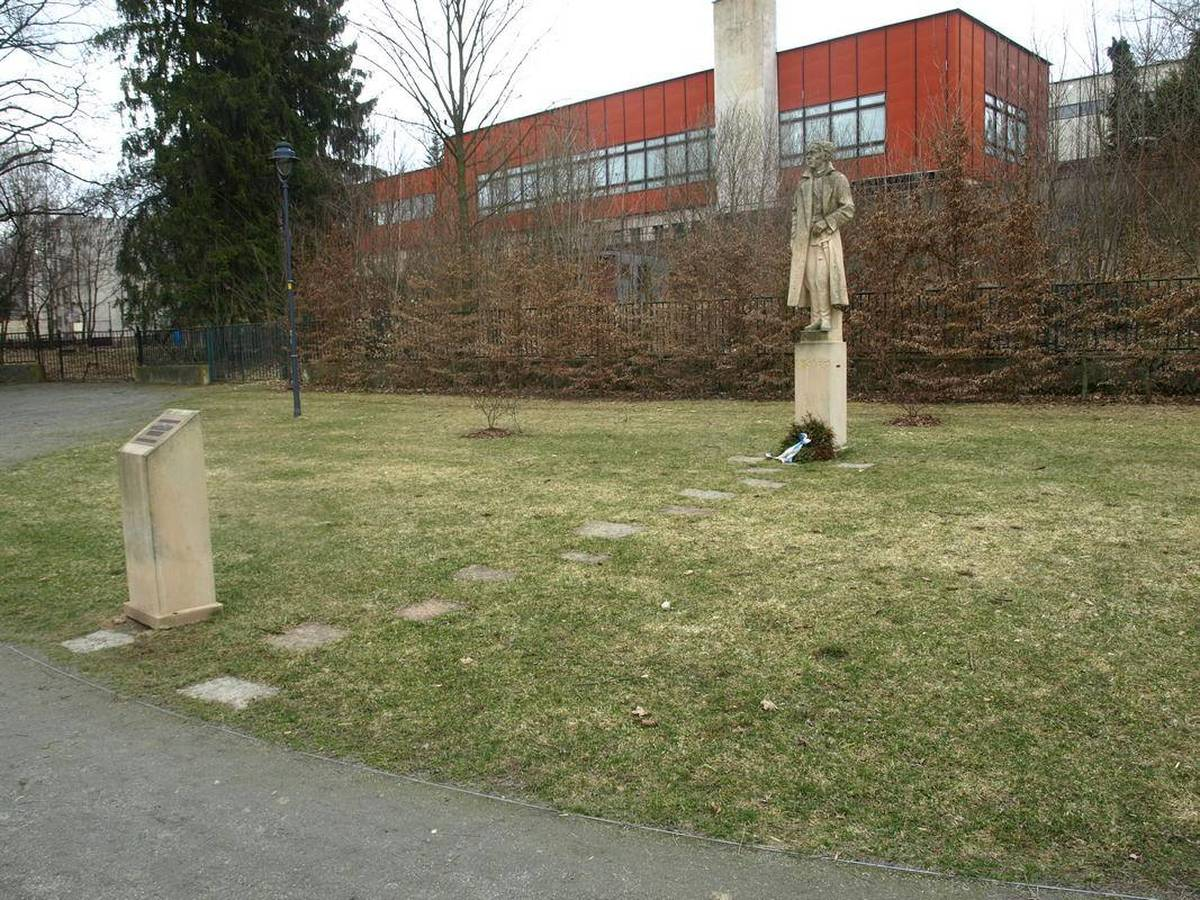
Socha sokola a legionáře plk. Josefa Jiřího Švece z roku 2008 (v pozadí Sportovní hala Leopolda Pokorného, patřící k sokolskému stadionu
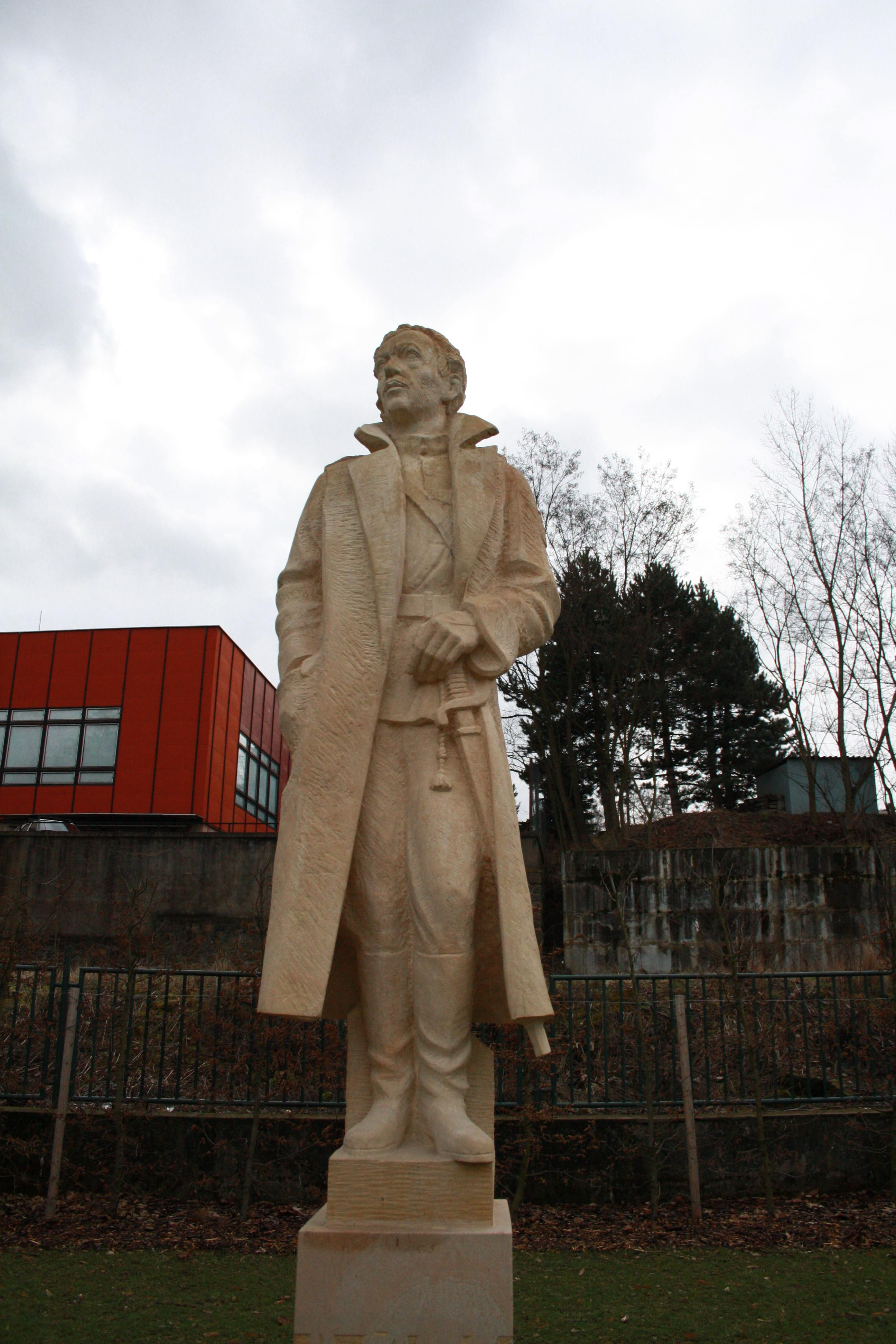
Socha plk. Josefa Jiřího Švece zblízka
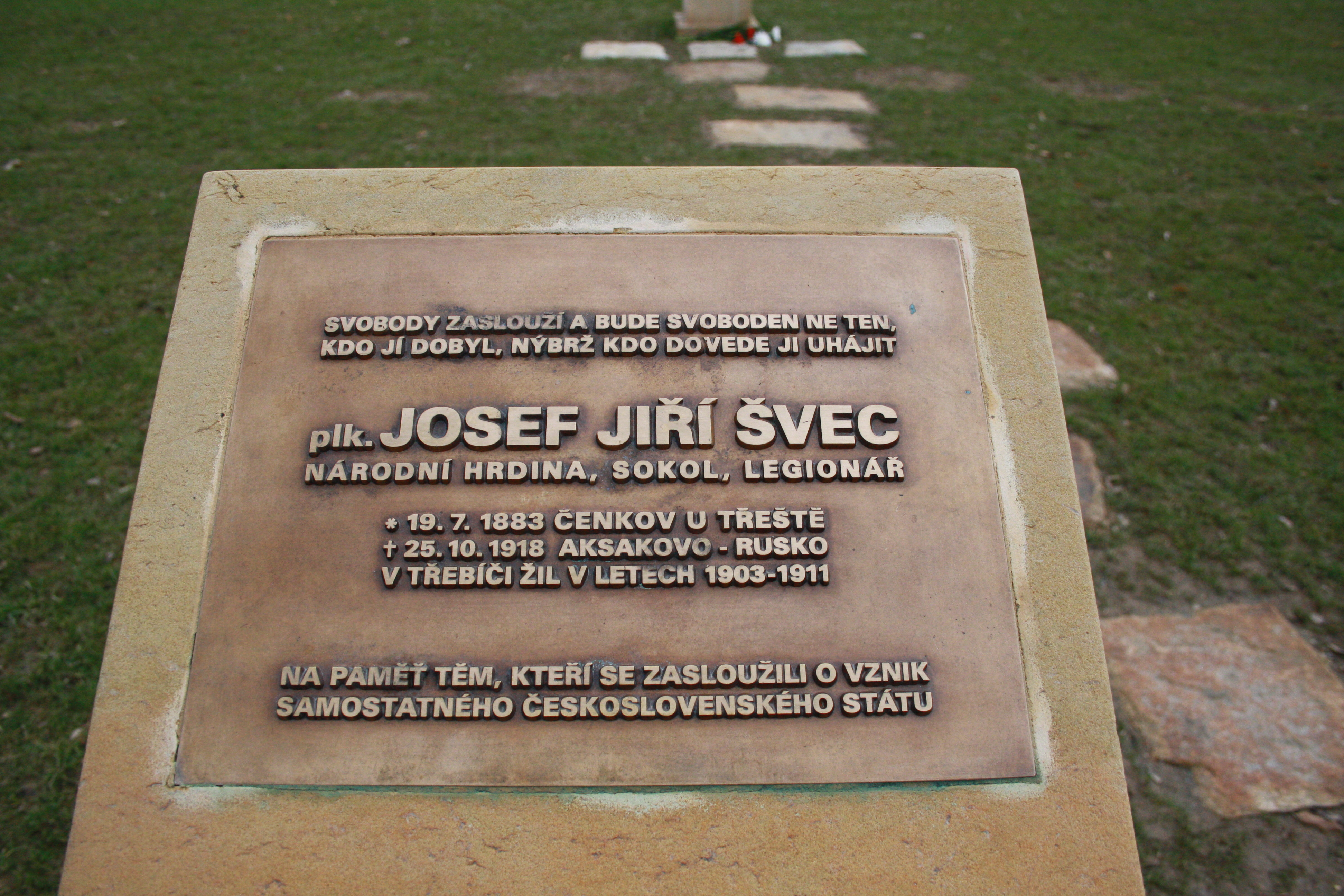
Pamětní deska před sochou plk. Josefa Jiřího Švece
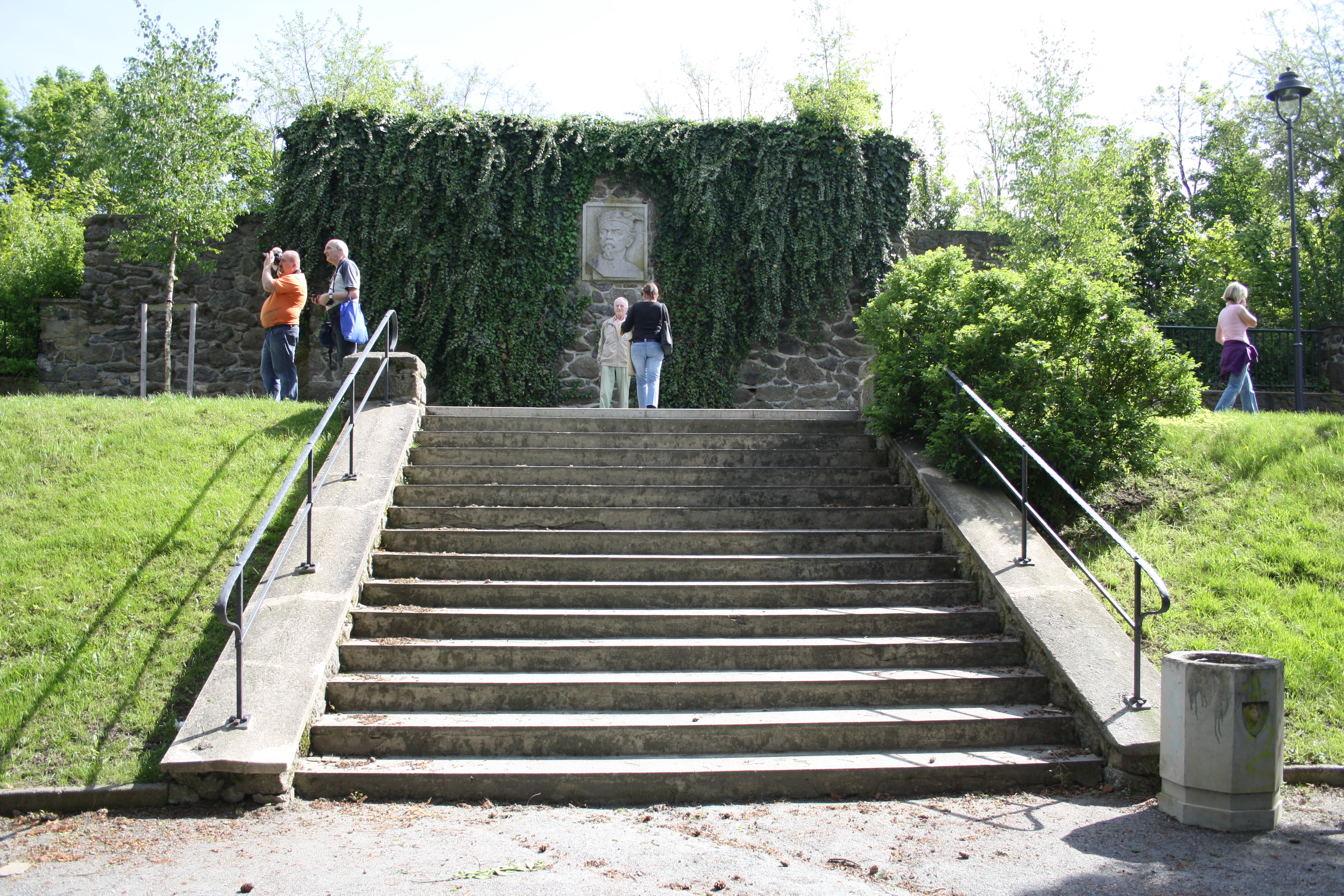
Reliéf Miroslava Tyrše na zdi pod sokolským stadionem
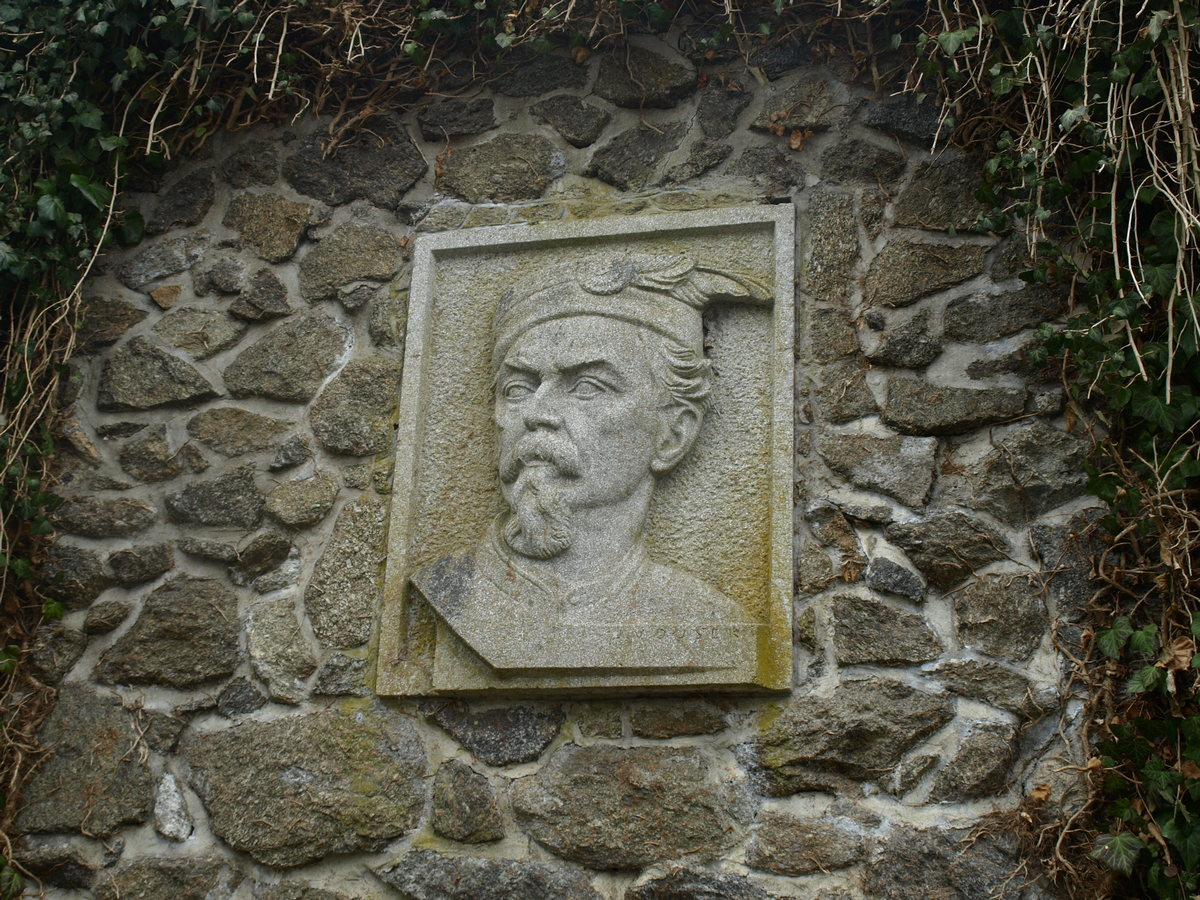
Reliéf Miroslava Tyrše zblízka
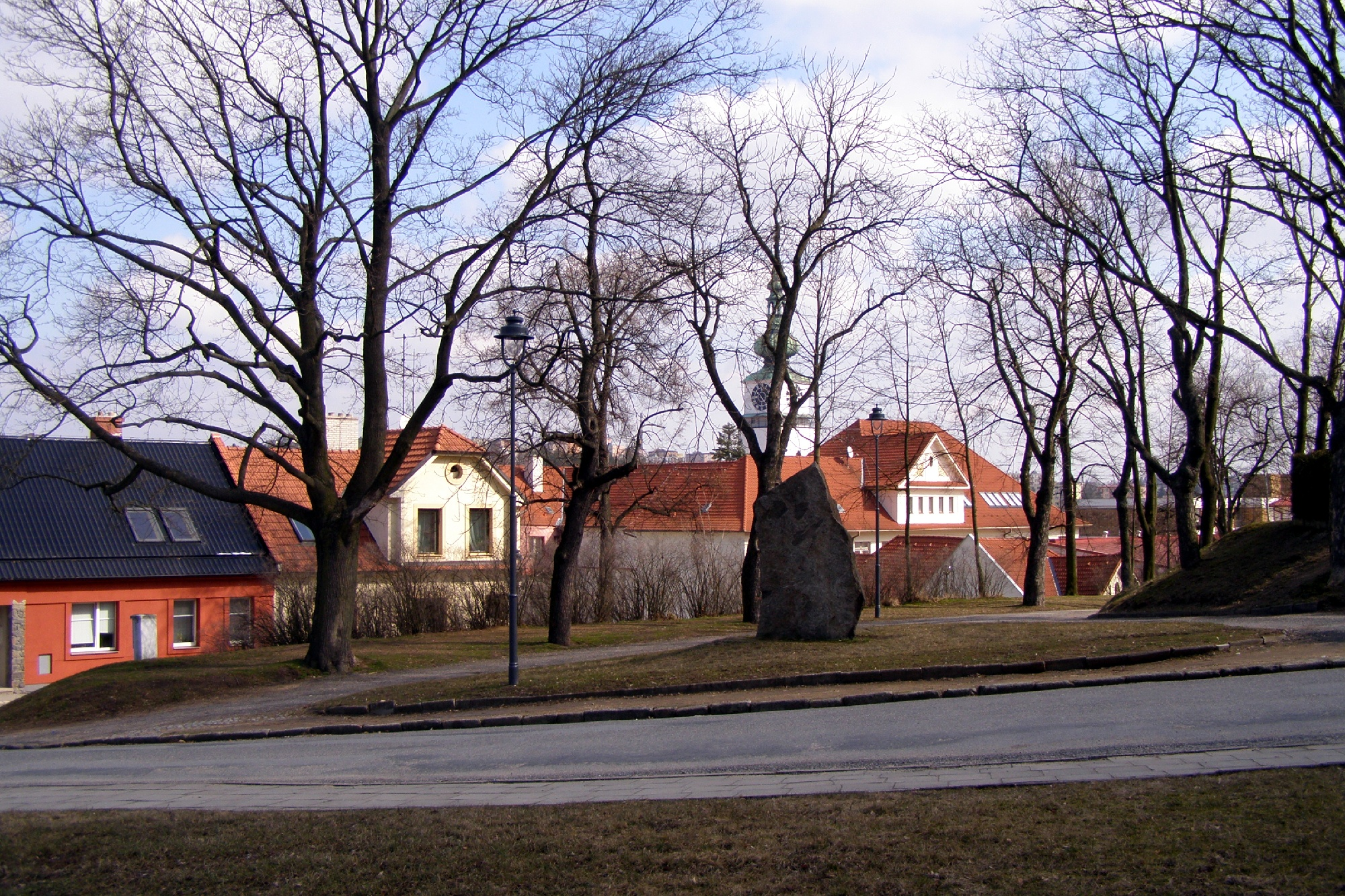
Kámen v trojúhelníku někdejší „Lípy Svobody“
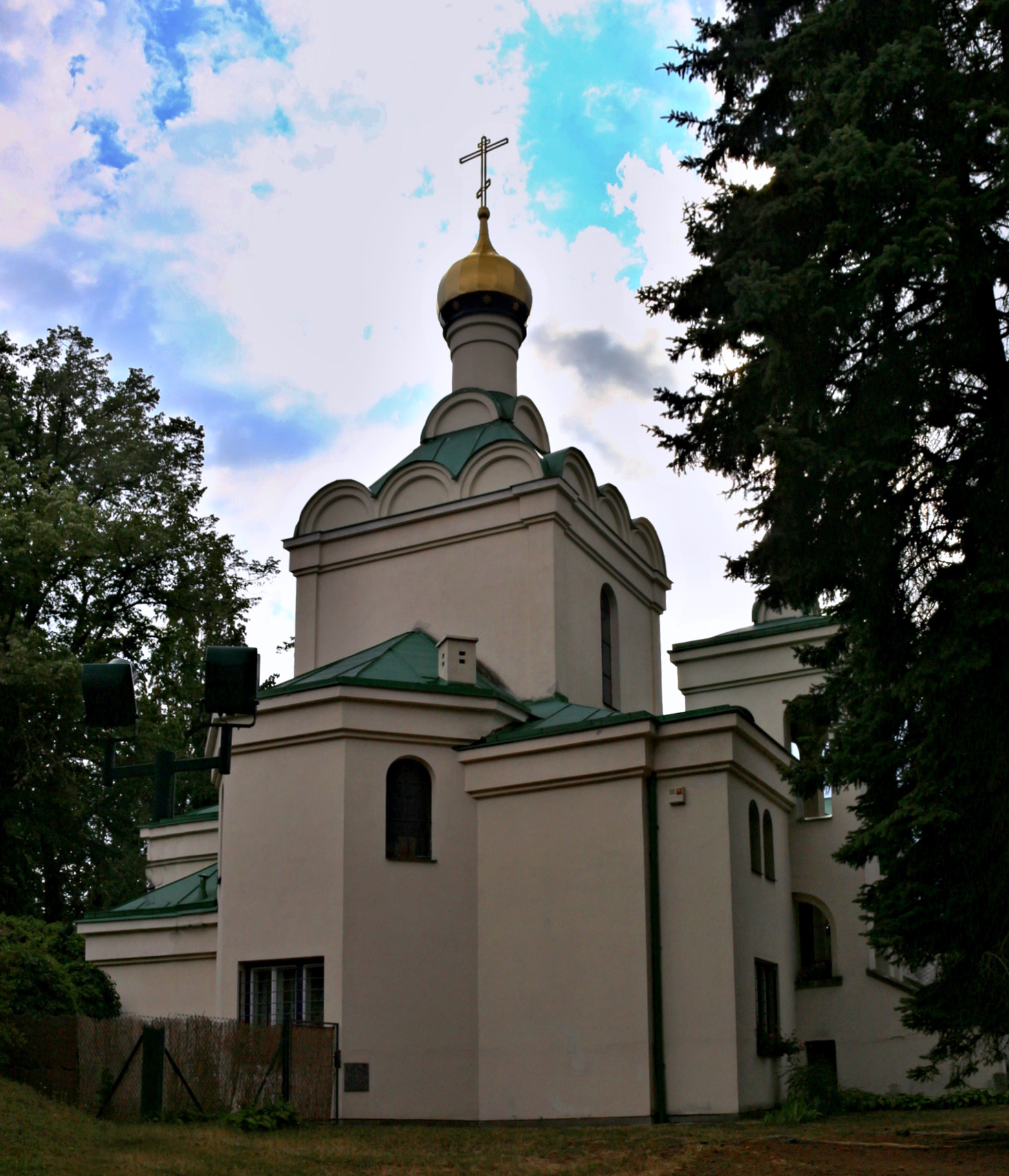
Pravoslavný chrám sv. Václava a sv. Ludmily na Gorazdově nám.